# Musée ferroviaire de Kiev
Le musée ferroviaire de Kiev  (en ukrainien : Виставка рухомого складу історичних локомотивів та вагонів (Київ)) est l'un des musées ferroviaire d'Ukraine. Il a été fondé en 2011 à Kiev sur l'emprise de la gare principale de la ville.

## Historique
Il présente du matériel roulant, matériel d'usage et de réparation et ouvre ses wagons à la visite.

## Collections

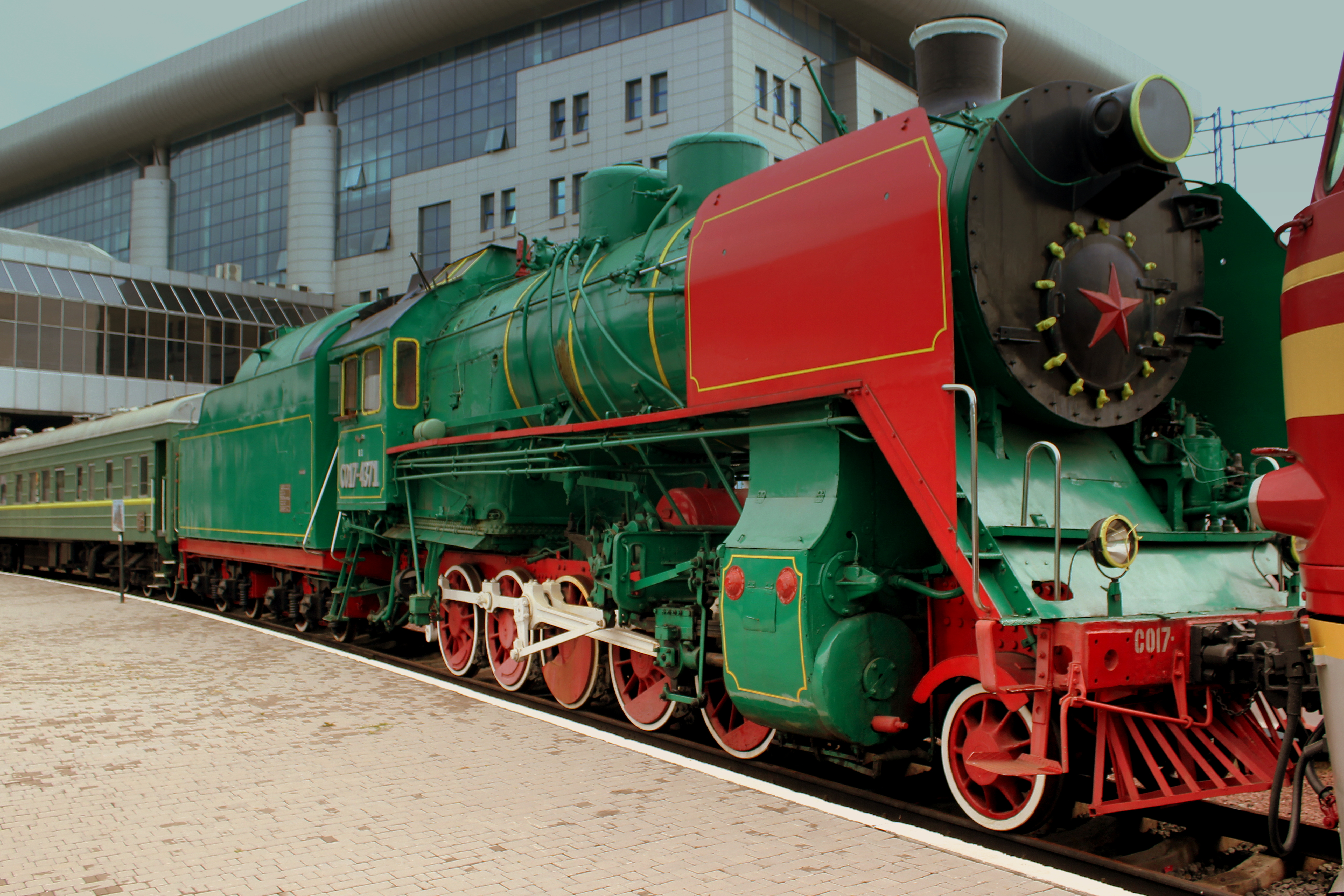
Locomotive à vapeur C017,
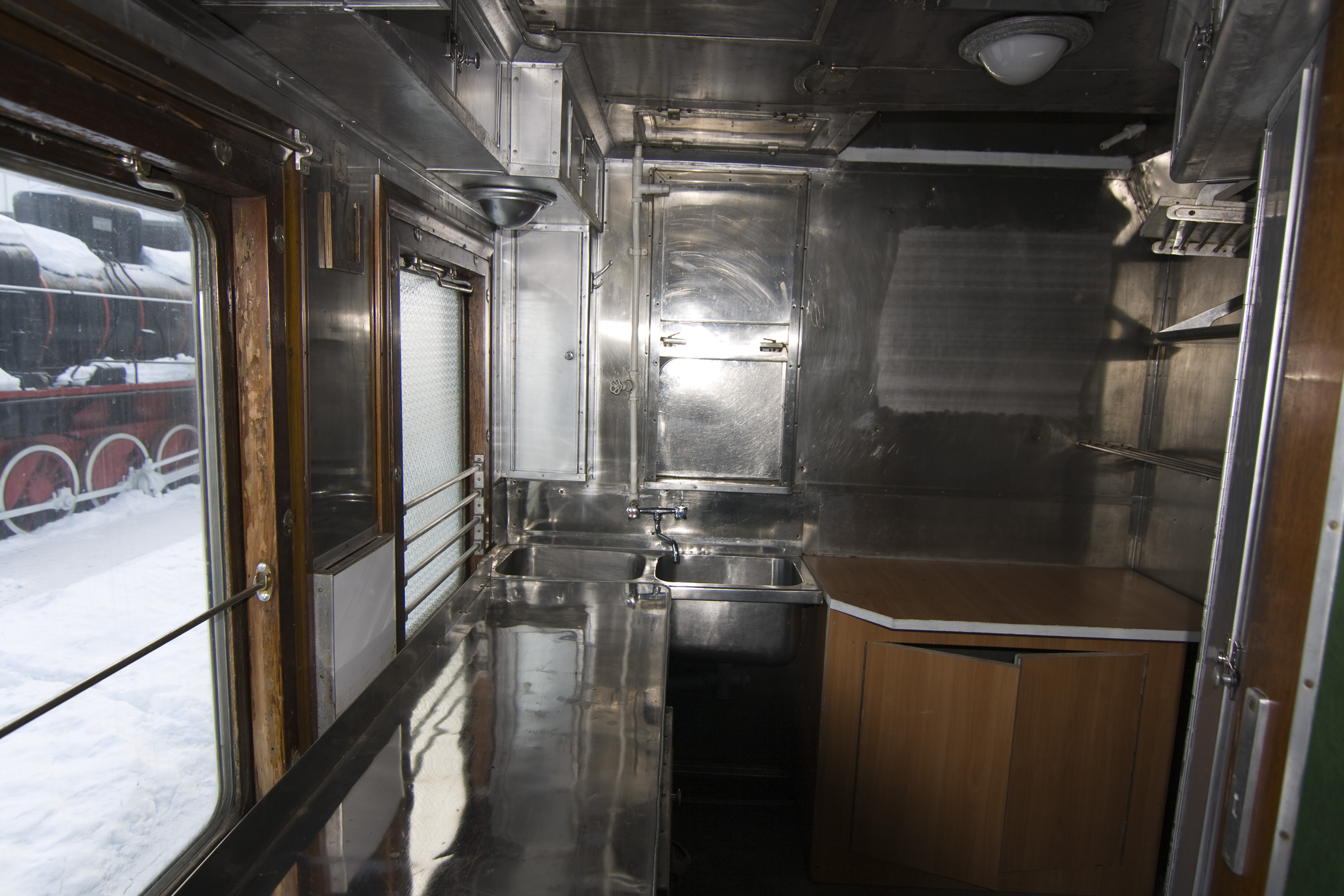
cuisine du train,
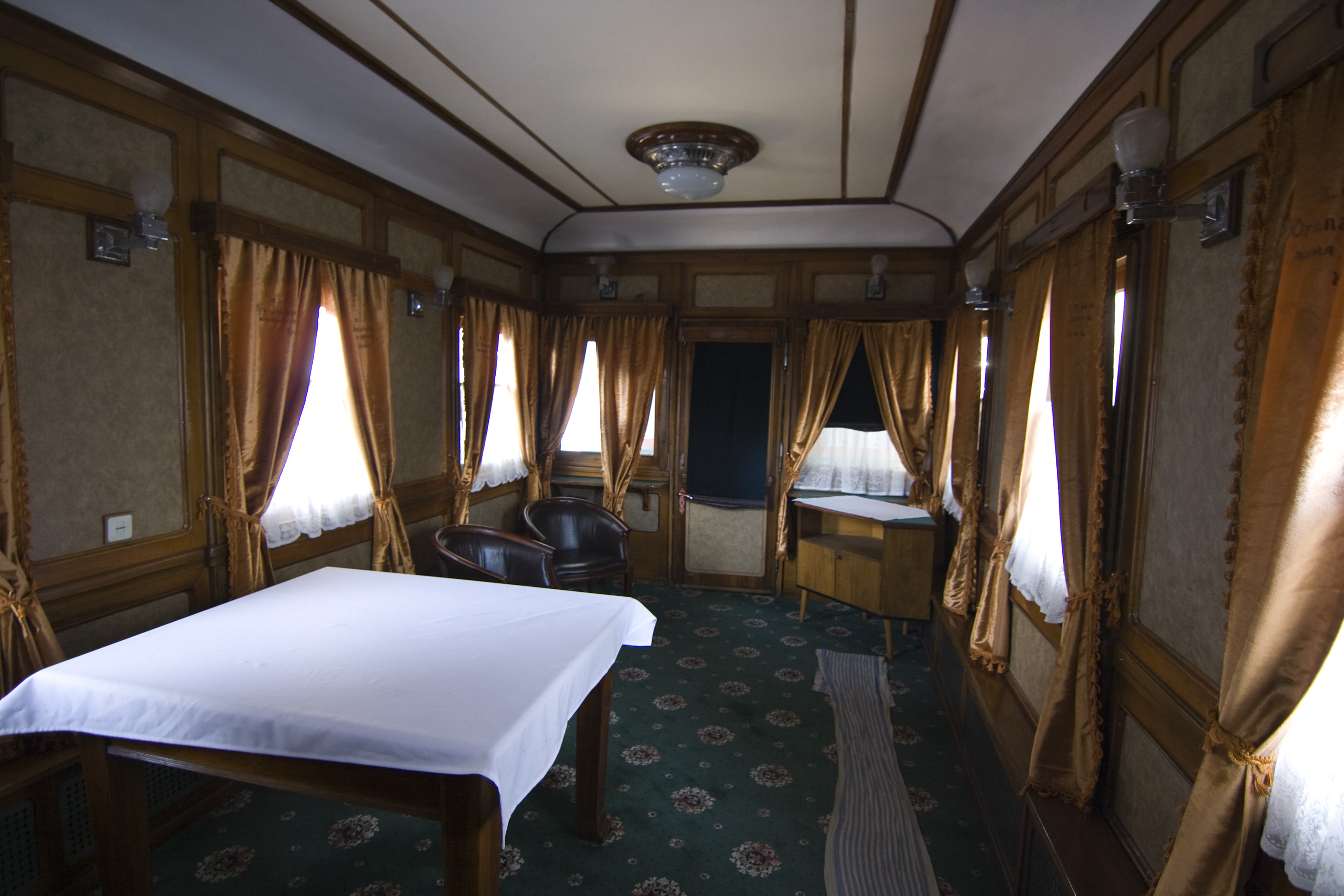
et wagon restaurant,
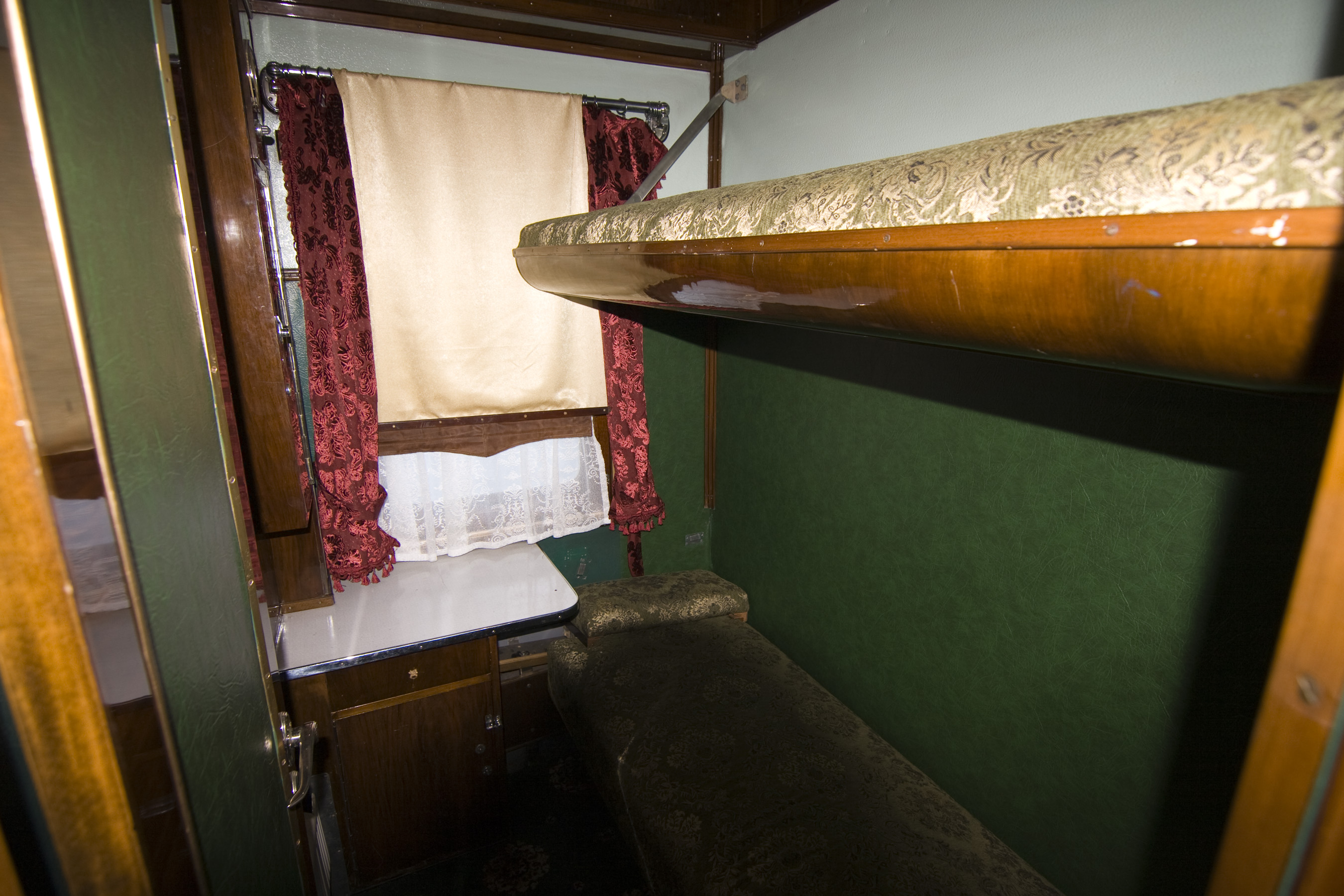
wagon lit,
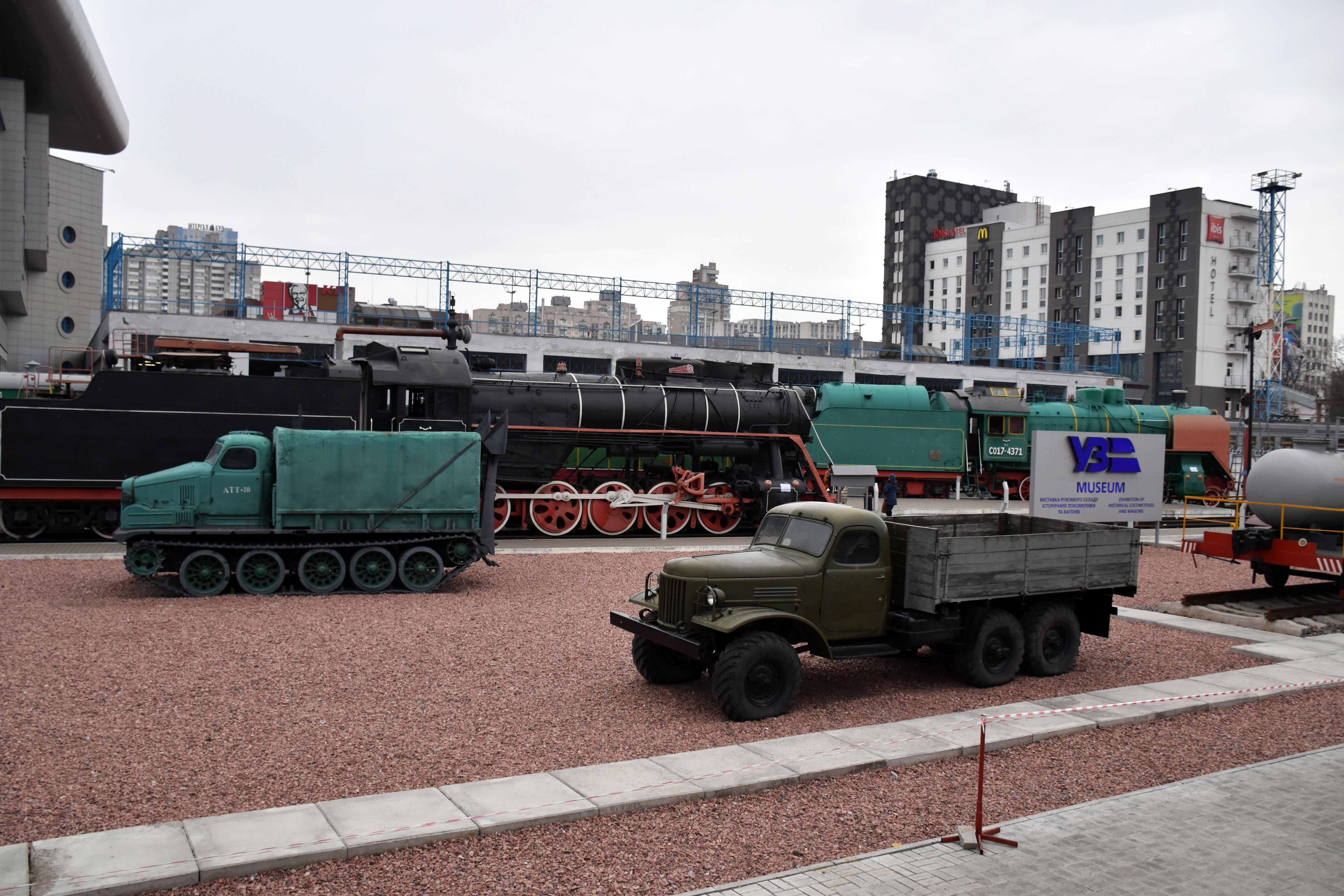
et matériel de service
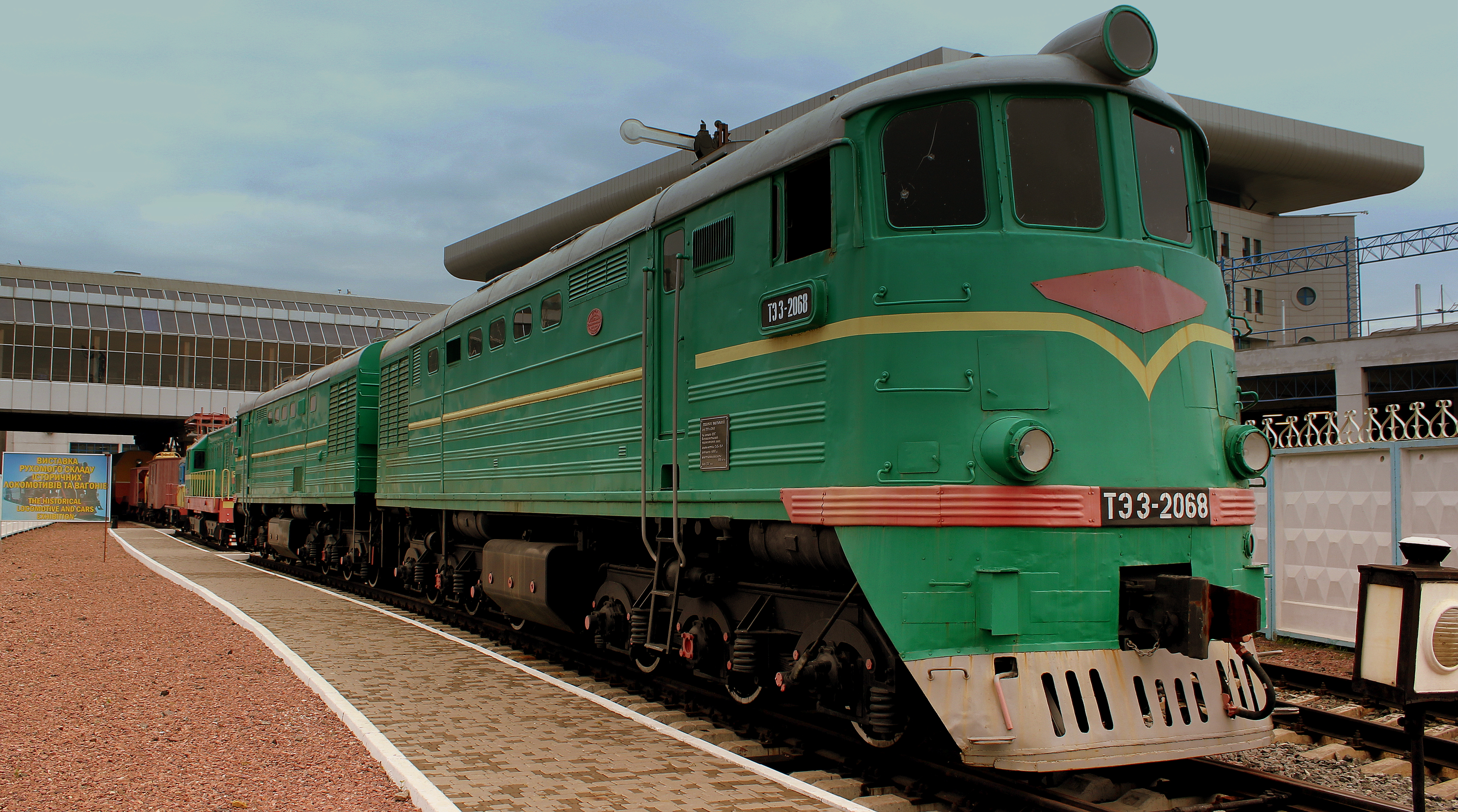
locomotive TEZ 2068
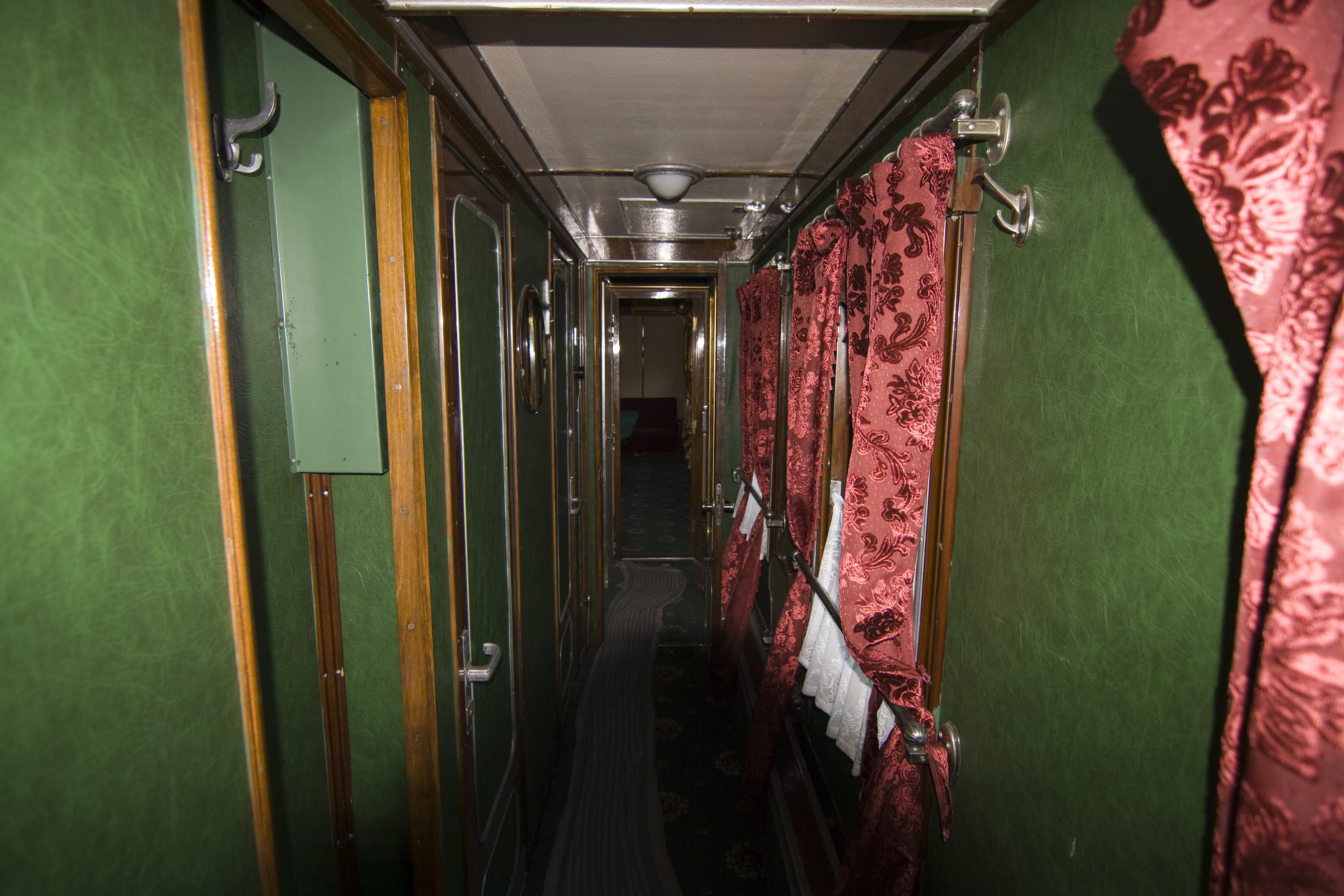
et intérieur
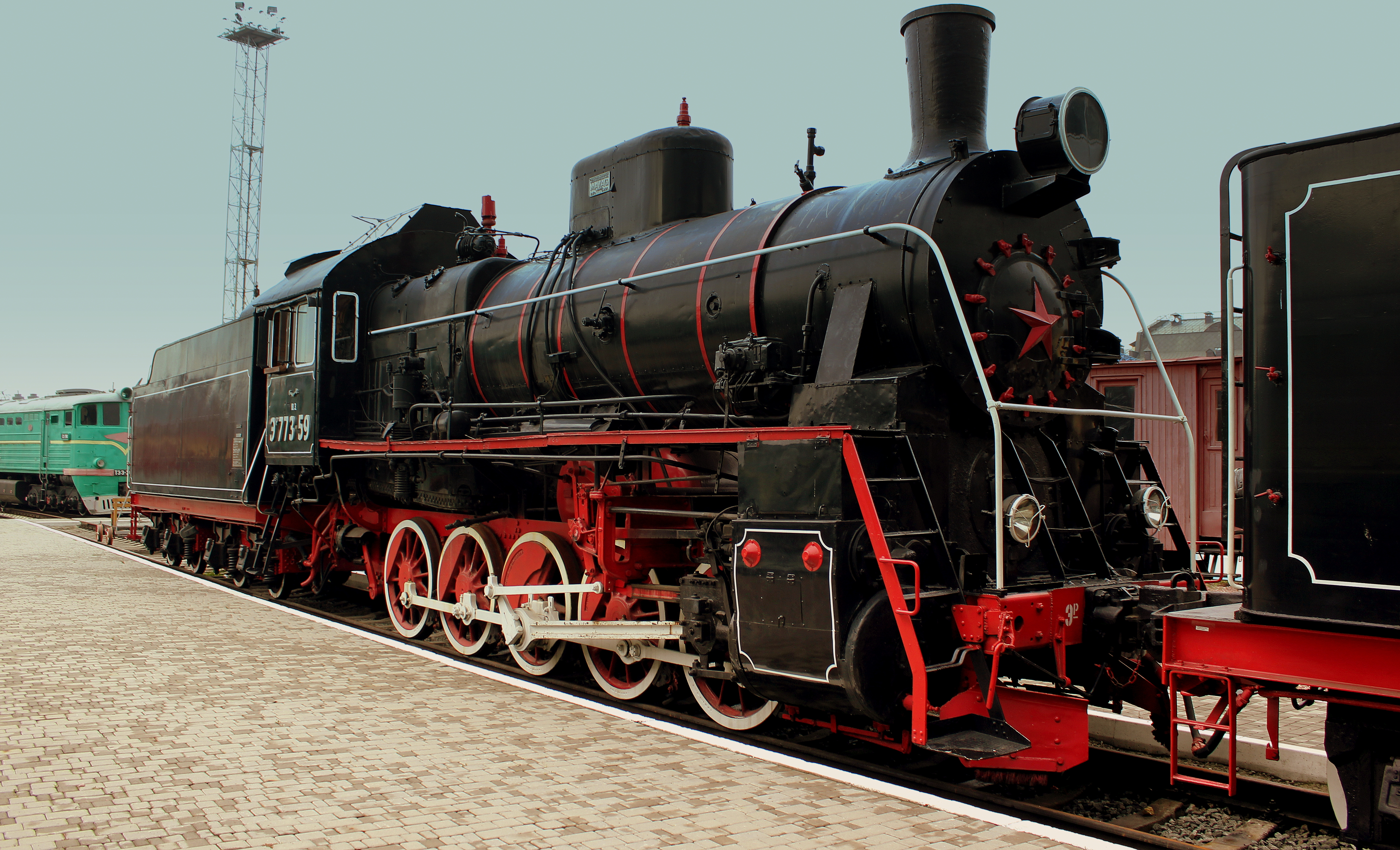
locomotive à vapeur ER
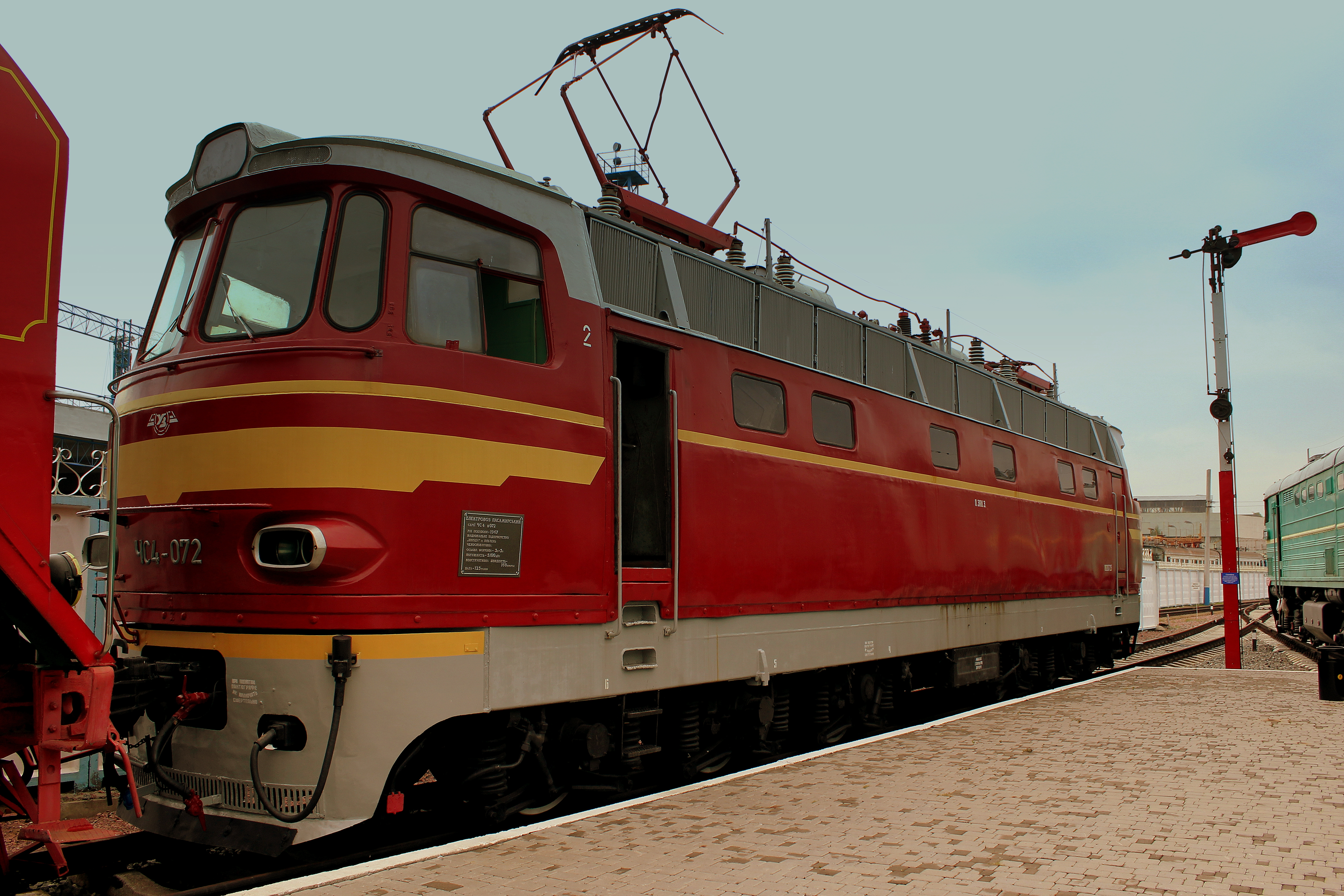
Une Ch S4,
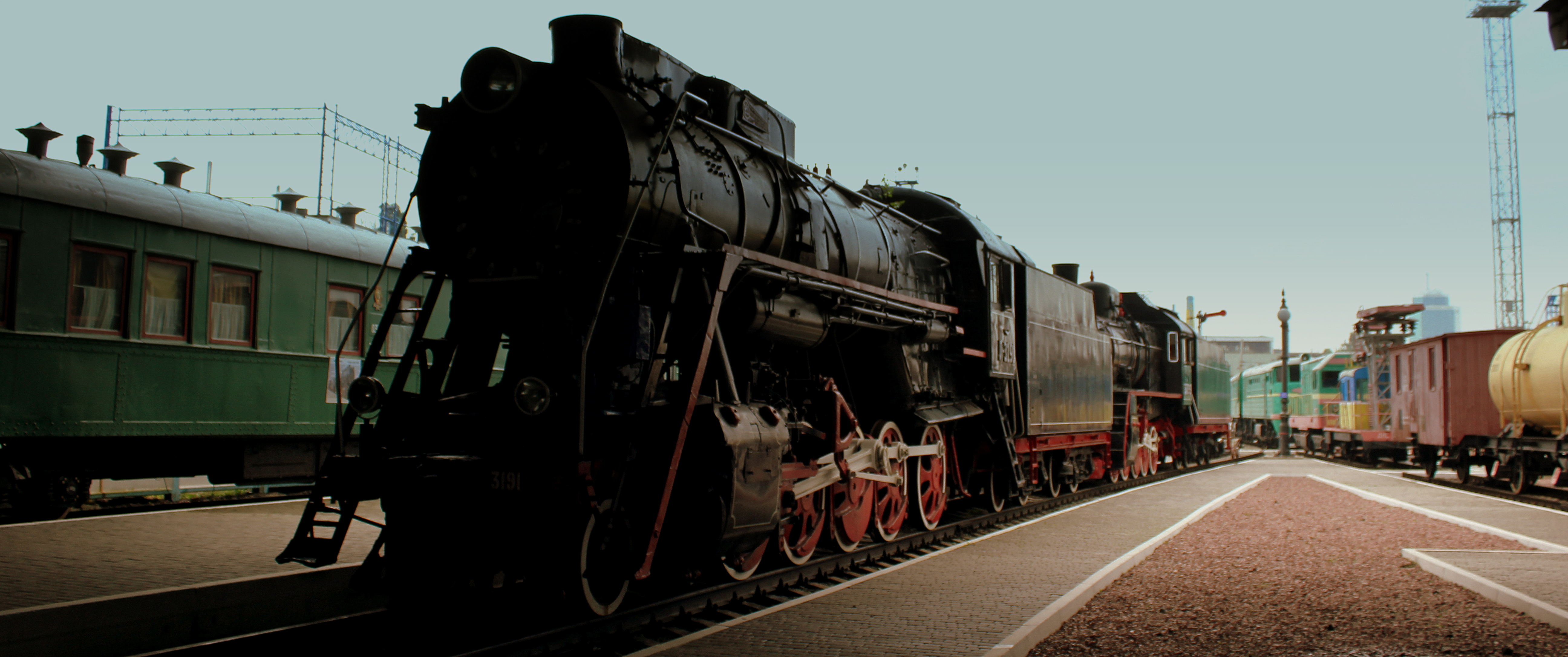
locomotive à vapeur L3191.
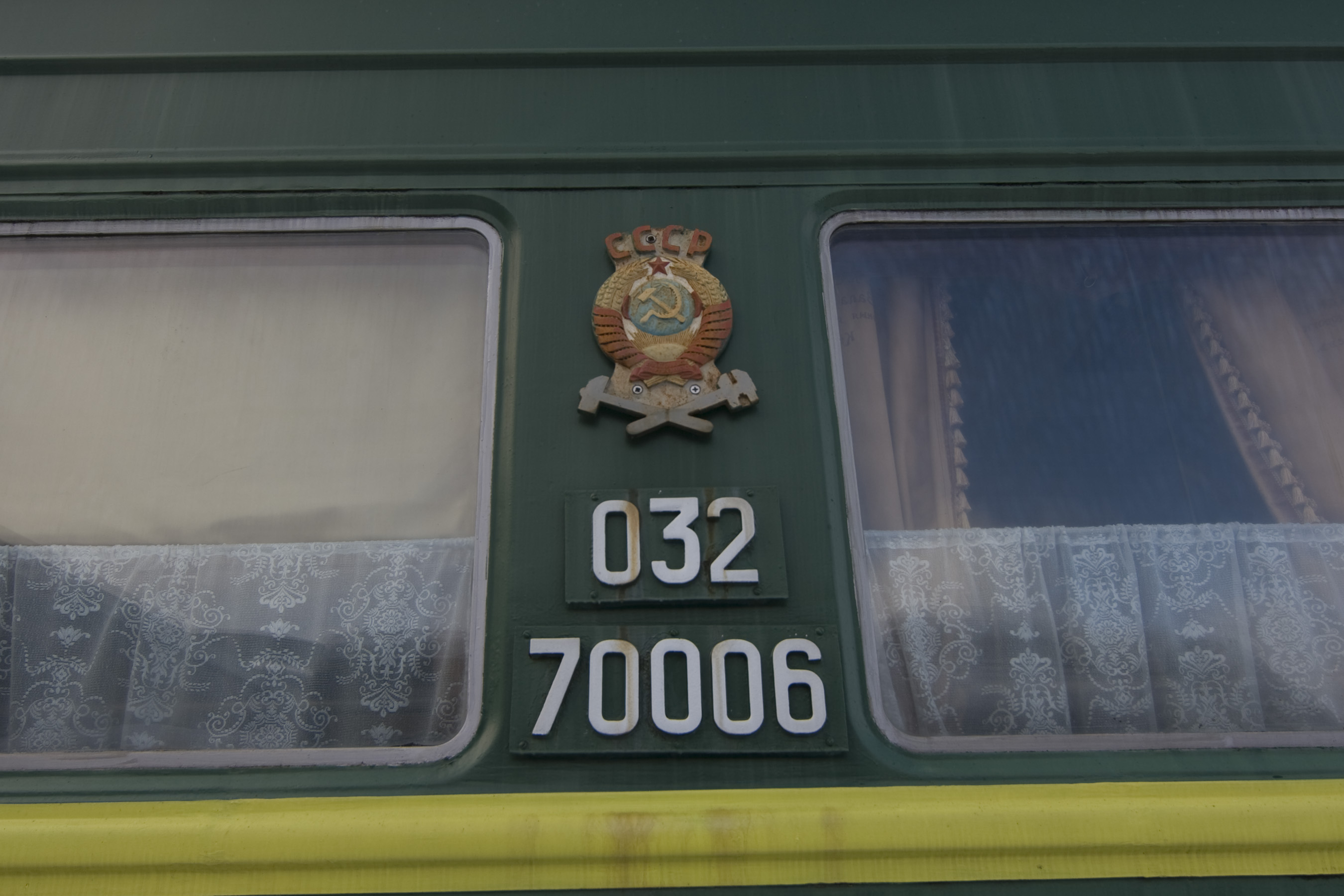
emblème soviétique
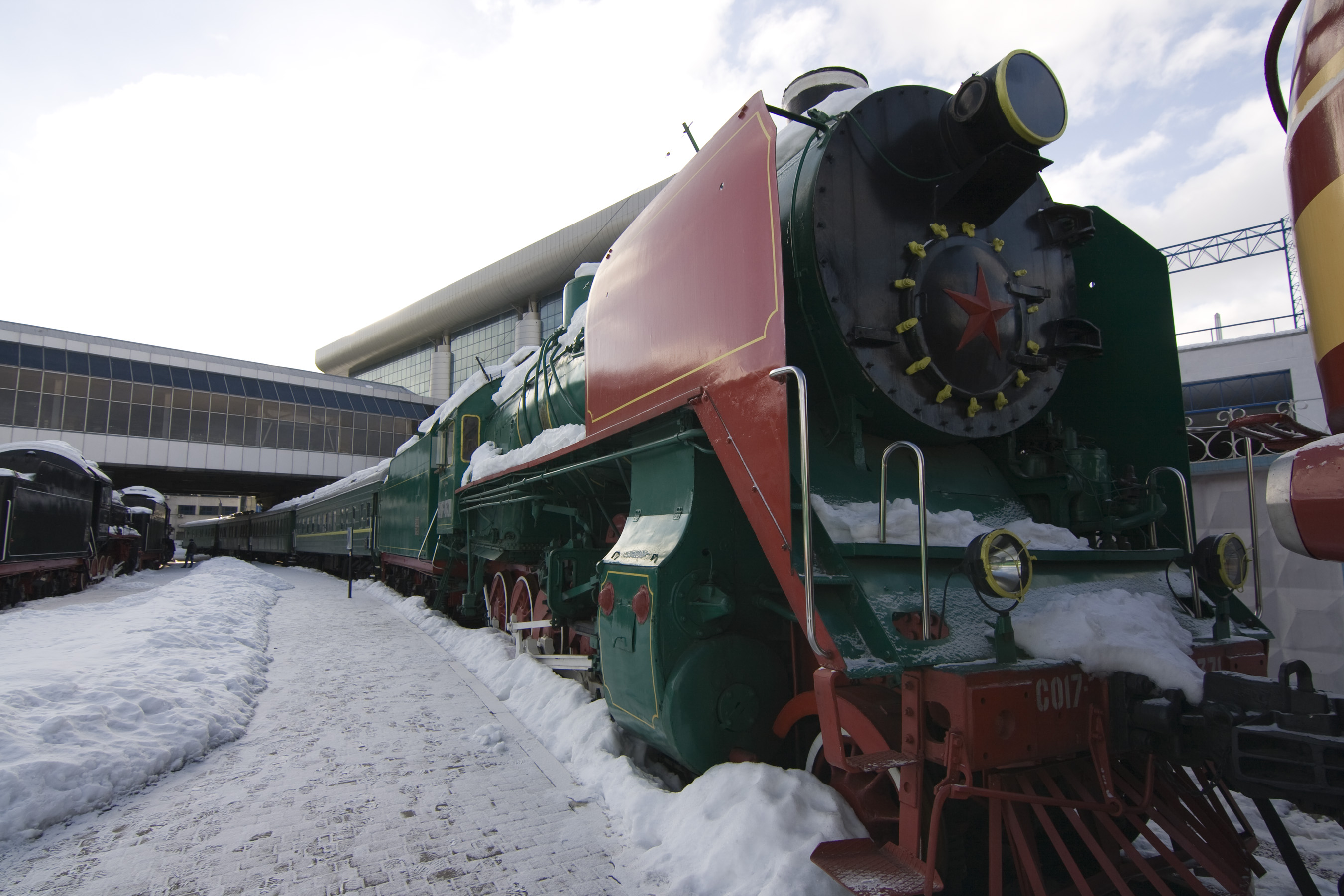
une CO17
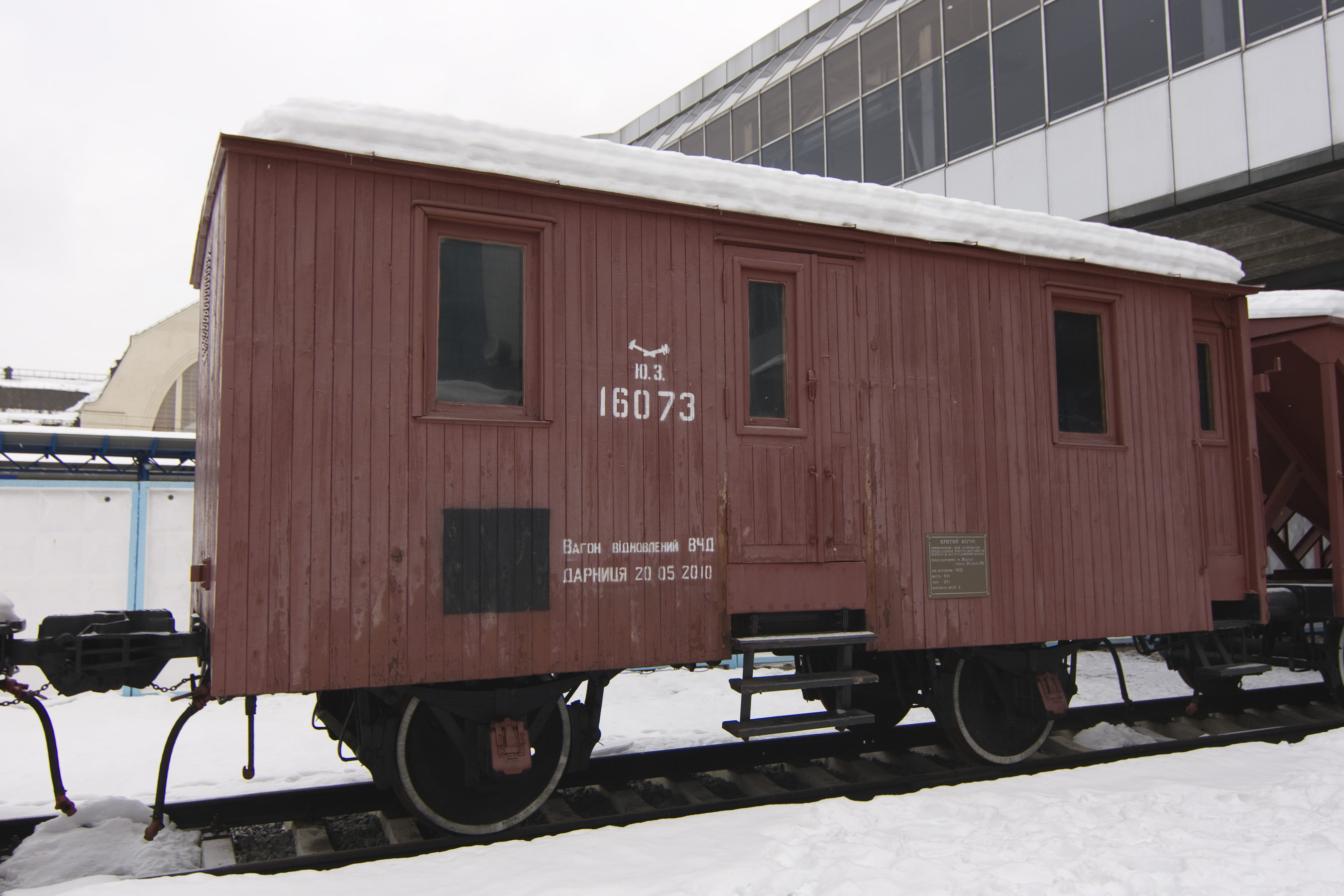
Wagon de fret en bois.